# Musica taiwanese

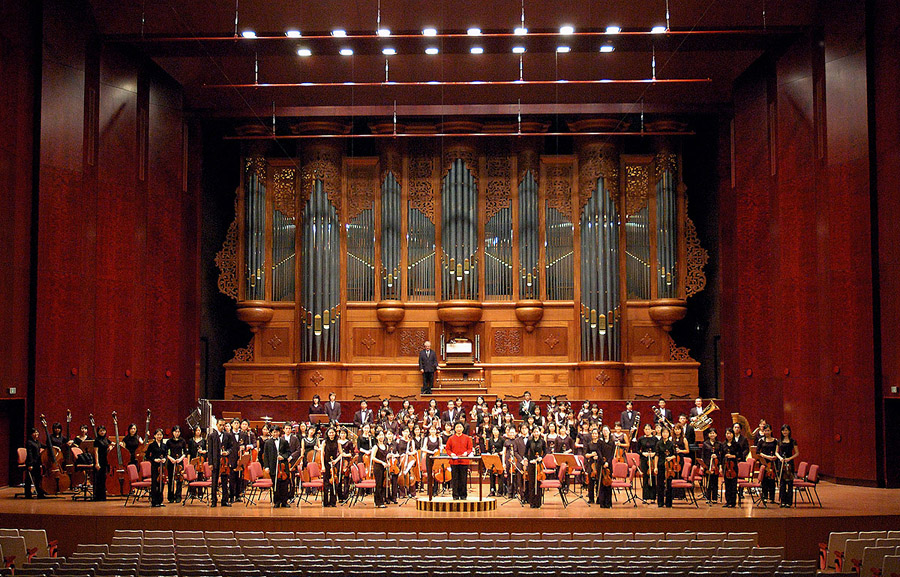
Apo Hsu e l'Orchestra Sinfonica dell'Università nazionale normale di Taiwan (NTNU) sul palco nella National Concert Hall a Taipei

Taiwan è una nazione caratterizzata da un'elevata densità di popolazione e da una grande varietà culturale: essa comprende una maggioranza di Taiwanesi etnici (che includono le popolazioni Holo e Hakka), una quota rilevante (intorno al 15%) di abitanti originari della Cina continentale che arrivarono con Chiang Kai-shek a metà del XX secolo e la minoranza dei popoli aborigeni. (Informazioni sulla musica cinese in generale si possono trovare nell'articolo Musica cinese, mentre questa voce tratterà della musica locale di Taiwan.)
Con l'avvento del governo della Repubblica di Cina guidato dal KMT nel 1949, la cultura taiwanese nativa fu soffocata, e il cinese fu promosso come lingua ufficiale. Ciò causò una rottura della tradizione in alcune parti dell'isola, che ebbe termine solo nel 1987, quando fu revocata la legge marziale e iniziò una rinascita della cultura tradizionale.
La musica strumentale comprende molteplici generi, come il beiguan e il nanguan. Il nanguan proviene originariamente da Quanzhou, mentre ora è più comune a Lukang e si trova in gran parte dell'isola.
Il teatro taiwanese dei burattini e l'opera taiwanese, due generi di spettacolo fortemente legati alla musica, sono molto popolari, mentre quest'ultima è considerata la sola forma di musica han realmente indigena ancora esistente oggi.
La musica folk holo oggi è più comune sulla penisola di Hengchun nella parte più meridionale dell'isola, dove gli interpreti cantano accompagnati dallo yueqin ("liuto della luna"), che è un tipo di liuto a due corde. Sebbene lo yuechin di Hengchun suoni solo cinque toni, la musica pentatonica può diventare varia e complessa quando si combina con i nove toni dell'idioma hokkien taiwanese). Tra i più famosi cantanti folk si annoverano Chen Da e Yang Hsiuching.

## Hakka
L'opera taiwanese è assai popolare tra gli Hakka, e ha influenzato il genere dell'"opera della raccolta del tè". La forma più caratteristica di musica hakka sono le canzoni di montagna, o shan'ge, che sono simili alla musica folk Hengchun. Popolare è anche la musica strumentale Bayin.

## Musica aborigena
Delle due ampie divisioni degli aborigeni taiwanesi, i residenti delle pianure sono stati in gran parte assimilati nella cultura han, mentre le tribù residenti nelle montagne rimangono distinte. Ami, Bunun, Paiwan, Rukai e Tsou sono noti per le loro vocali polifoniche, ognuna delle quali ha una varietà unica.
Un tempo morente, la cultura aborigena ha conosciuto una rinascita a partire dalla fine del XX secolo. Nel 2005 fu lanciata una stazione radio aborigena a tempo pieno, "Ho-hi-yan", con l'aiuto dello Yuan Esecutivo, per trattare questioni di interesse della comunità indigena. [Ascolta Ho-hi-yan; richiede Windows Media Player 9]. Ciò avvenne sulla scia di una "Nuova ondata di pop indigeno", quando artisti aborigeni come A-mei (tribù Puyuma), Difang (tribù Amis), Pur-dur e Samingad (tribù Puyuma) divennero divi del pop internazionale.
La formazione nel 1991 della Troupe di danza aborigena di Formosa fu un altro importante elemento che contribuì a questa tendenza, mentre il successo a sorpresa della tradizionale Return to Innocence, la canzone sigla dei Giochi Olimpici 2006, rese ulteriormente popolare le musiche native. Return to Innocence fu realizzata dagli Enigma, un popolare gruppo musicale e campionò le voci di un'anziana coppia di Amis, Kuo Ying-nan e Kuo Hsiu-chu. Quando la coppia scoprì che la loro registrazione era divenuta parte di un successo internazionale, fece causa e, nel 1999, raggiunse un accordo stragiudiziale per un risarcimento di ammontare imprecisato.

### Bunun
La sede originaria dei Bunun si trovava sulla costa occidentale di Taiwan, nelle pianure centrali e settentrionali, ma molti si sono recentemente stabiliti nella'area intorno a Taitung e Hualien.
Diversamente da altri popoli indigeni di Taiwan, i Bunun hanno pochissima musica da ballo. L'elemento meglio studiato della musica tradizionale bunun è il canto polifonico improvvisato. Gli strumenti popolari comprendono i mortai, gli zither a cinque corde e lo scacciapensieri.
In tempi moderni, David Darling, un violoncellista americano, ha creato un gruppo per combinare il violoncello e la musica tradizionale bunun, che ha prodotto come risultato un album intitolato Mihumisang. La Fondazione culturale ed educativa bunun, istituita nel 1995, fu la prima organizzazione costituita per contribuire a promuovere e sostenere la cultura aborigena taiwanese.

## Pop e rock
Fino alla revoca della legge marziale del 1987, il pop di Taiwan ricadeva in due distinte categorie. Il pop taiwanese propriamente detto era cantato in un dialetto nativo ed era popolare tra il pubblico più anziano e della classe operaia; era inoltre fortemente influenzato dall'enka giapponese. Al contrario, il pop mandarino, derivante dalla politica di assimilazione del regime autoritario del Kuomintang (1945-1996) che soppresse le lingue e la cultura taiwanesi, richiamava un pubblico più giovane. La superdiva asiatica Teresa Teng è originaria di Taiwan e gode di immensa popolarità nel mondo cinese (la cosiddetta "sinosfera") e oltre.
Con la ripresa d'interesse per le identità culturali native a partire dalla fine degli 1980, si formò una forma più distinta e moderna di popo taiwanese. Nel 1989, un gruppo di musicisti chiamato i Blacklist Studio pubblicò Song of Madness per la Rock Records.  Mescolando hip hop, rock e altri stili, l'album si focalizzava su temi che riguardavano le persone comuni, moderne. Basandosi sul successo di Song of Madness, l'anno seguente vide Lin Chiang pubblicare Marching Forward, che diede l'avvio a quella che divenne nota come la nuova canzone taiwanese. I divi del pop degli anni 1990 comprendevano Wu Bai, Chang Chen-yue, Jimmy Lin, Emil Chau (Choū Huájiàn), Jutoupi (o Jutopi), Chang Hui-mei (A-Mei), e nuovi idoli pop come Show Luo, Jay Chou e Jolin Tsai, mentre si dice che il gruppo rock Mayday abbia fatto da pioniere per la musica rock a Taiwan tra le giovani generazioni.
Gli anni 1990 e i primi anni 2000 videro anche l'emersione di band "underground" e di artisti di stili diversi, come LTK Commune, Labor Exchange Band, Chairman, Sugar Plum Ferry, Medicine Jar, Backquarter, Ladybug, Feiwu, Sodagreen, Deserts Chang, Fire EX, 8mm Sky, Seraphim e ChthoniC. Gli annuali Formoz Festival, Spring Scream e Gung-liao Ho-hai-yan Rock Festival  sono raduni rappresentativi all'interno della scena indie. Di questi, il Formoz Festival è notevole per il suo richiamo internazionale, con artisti stranieri come Yo La Tengo, Moby, Explosions in the Sky e Caribou che sono i protagonisti dell'evento, mentre Spring Scream è il più grande evento dedicato alle band e Hohaiyan attira una folla variegata sia di amanti delle feste da spiaggia che di estimatori della musica. L'Unknown Species Fest presenta gruppi metal da Taiwan, Singapore e Corea.
Sul lato più pop del gusto musicale, i cantanti/gruppi taiwanesi più popolari includono Cyndi Wang, S.H.E, F4, A.S.O.S., 5566, Rainie Yang, Da Mouth, Fahrenheit e molti altri. La cultura popolare del popolo taiwanese aveva influenzato anche popolazioni di lingua cinese in altri luoghi come la Cina continentale, la Malaysia e Singapore. Ad esempio, un importante gruppo, i Mayday, ha avuto un enorme successo in questi luoghi.
Il divertimento taiwanese con la musica popolare spesso si manifesta a livello pratico con l'ossessione per il KTV, una variante del karaoke.

## Metal
La scena metal di Taiwan a partire dagli anni 2000 sta esplodendo: attualmente (fine 2010) ci sono ben oltre cento gruppi metal attivi su questa piccola isola. Il numero è così alto perché i genitori taiwanesi tradizionalmente danno molto valore all'istruzione e tendono a impartire lezioni di musica ai loro figli in giovanissima età: così, l'educazione musicale è assai diffusa tra i ragazzi e il livello di abilità tecnica dei musicisti taiwanesi è molto elevato, anche a livello dei gruppi locali. Questo aspetto, insieme al fatto che virtualmente tutti gli adolescenti taiwanesi trascorrono il loro tempo esercitandosi a cantare con il KTV (la versione locale del karaoke), e ad altri fattori culturali e politici, spiega come mai Taiwan sia divenuta un vivaio di interessantissimi gruppi metal. Si vedano anche i collegamenti esterni in fondo a questa pagina dedicati alla scena heavy metal di Taiwan.